# اورال (شهرستان بوزدیاکسکی، باشقیرستان)
اورال (انگلیسی: Ural, Buzdyaksky District, Republic of Bashkortostan) یک شهرک در شهرستان بوزدیاکسکی باشقیرستان کشور روسیه است.